# Allsvenskan de 1996
A Primeira Divisão do Campeonato Sueco de Futebol da temporada 1996, denominada oficialmente de Allsvenskan 1996, foi a 72º edição da principal divisão do futebol sueco. O campeão foi o IFK Göteborg que conquistou seu 17º título nacional e se classificou para a Liga dos Campeões da UEFA de 1997-98.

## Premiação
| Allsvenskan 1996                  |
| Sweden                            |
| --------------------------------- |
| IFK GÖTEBORG Campeão (17º título) |